# Малихін Василь Михайлович
Василь Михайлович Малихін (20 серпня 1935, село Успенка, тепер Обоянського району Курської області, Російська Федерація) — радянський державний діяч, новатор виробництва, наладчик Волзького автомобільного заводу імені 50-річчя СРСР Міністерства автомобільної промисловості СРСР Куйбишевської (Самарської) області. Член Центральної Ревізійної Комісії КПРС у 1981—1986 роках. Член ЦК КПРС у 1986—1990 роках. Герой Соціалістичної Праці (29.12.1973).

## Життєпис
Народився в багатодітній селянській родині. У 1951 році закінчив сім класів середньої школи.
У 1952—1953 роках — електромонтер на підприємствах міста Краматорська Сталінської області УРСР. 
У 1954—1958 роках — у Радянській армії.
Член КПРС з 1958 року.
У 1958—1968 роках — електромонтер Горьковського автомобільного заводу.
У 1968—1972 роках — наладчик, електромеханік 48-го цеху складально-кузовного виробництва, з 1972 року — бригадир електриків цеху Волзького автомобільного заводу імені 50-річчя СРСР Міністерства автомобільної промисловості СРСР міста Тольятті Куйбишевської (Самарської) області.
Указом Президії Верховної Ради СРСР від 29 грудня 1973 року за видатні успіхи, досягнуті при спорудженні та освоєнні проєктних потужностей Волзького автомобільного заводу імені 50-річчя СРСР і суміжних з ним підприємств Малихіну Василю Михайловичу присвоєно звання Героя Соціалістичної Праці з врученням ордена Леніна і золотої медалі «Серп і молот».
Потім — на пенсії в місті Тольятті Самарської області.

## Нагороди і звання
- Герой Соціалістичної Праці (29.12.1973)
- два ордени Леніна (29.12.1973, 10.06.1986)
- орден Жовтневої Революції (5.04.1971)
- орден Дружби народів (31.03.1981)
- срібна медаль ВДНГ
- медалі